# Ремболд I фон Изенбург
Ремболд I фон Изенбург (на немски: Rembold I von Isenburg; * ок. 1041; † 1072) е граф на Изенбург, основател на графския род фон Изенбург във Вестервалд.

## Произход
Той е вторият син на граф Герлах I фон Нидерлангау (* ок. 966; † 1018) и брат на Герлах II фон Изенбург (* ок. 1042; † 1070), граф на Изенбург.

## Фамилия
Ремболд I се жени и има един син:
- Ремболд фон Изенбург (* ок. 1058), граф на Изенбург[2]